# Chejendé
Chejendé – miasto w Wenezueli, w stanie Trujillo.